# Tractat de Melfi

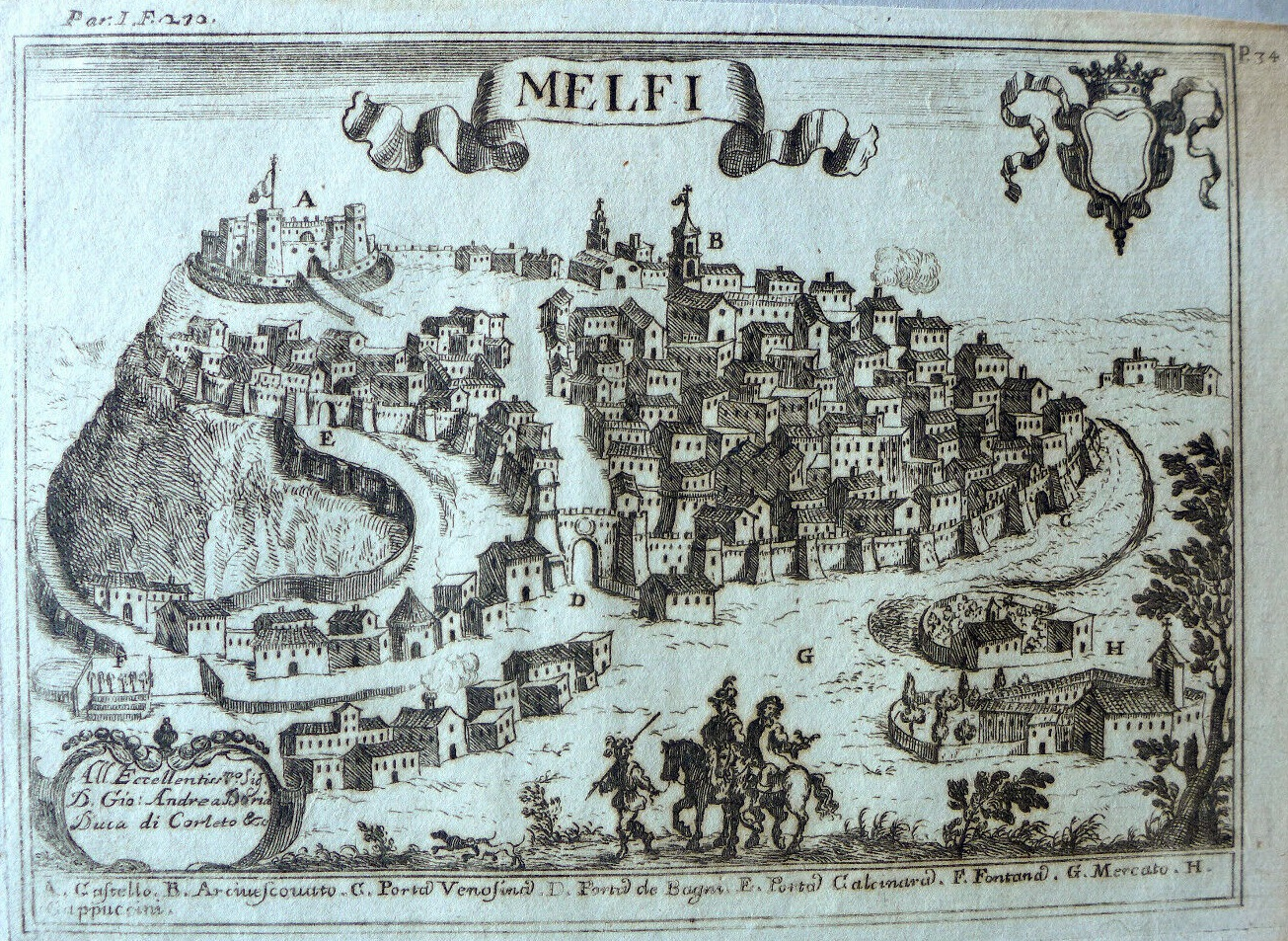
Antic dibuix de Melfi, seu del Tractat.

El Tractat de Melfi o Concordat de Melfi va ser signat el 23 d'agost de 1059 entre el Papa Nicolau II i els prínceps normands Robert Guiscard i Ricard d'Aversa. Basat en els termes de l'acord, el papa va reconèixer la conquesta normanda de la Itàlia meridional. A més, el papa va reconèixer Robert Guiscard com a duc de la Pulla i Calàbria i com a Comte de Sicília.